# Gavia stellata
El colimbo chico (Gavia stellata) es una especie de ave gaviforme de la familia Gaviidae propia del Holártico. Es un ave acuática migratoria que cría en lagunas y charcas de agua dulce árticas y semiárticas, y en invierno migra principalmente a las costas de Eurasia y Norteamérica. 
El colimbo chico, además de ser el colimbo más extendido del mundo, es el más pequeño de todos. El colimbo chico es aproximadamente del tamaño de un ánade real, con una longitud de entre 55 y 67 centímetros. En invierno es un ave poco llamativa, grisácea en las partes superiores y blanca en las inferiores. Durante la época de cría adquiere su característica franja rojiza en la garganta. Se alimenta principalmente de peces, aunque también come anfíbios, invertebrados acuáticos y material vegetal. Es una especie monógama que forma parejas duraderas. Ambos miembros de la pareja contribuyen a la construcción del nido, la incubación de los huevos y la alimentación de los polluelos.

## Descripción

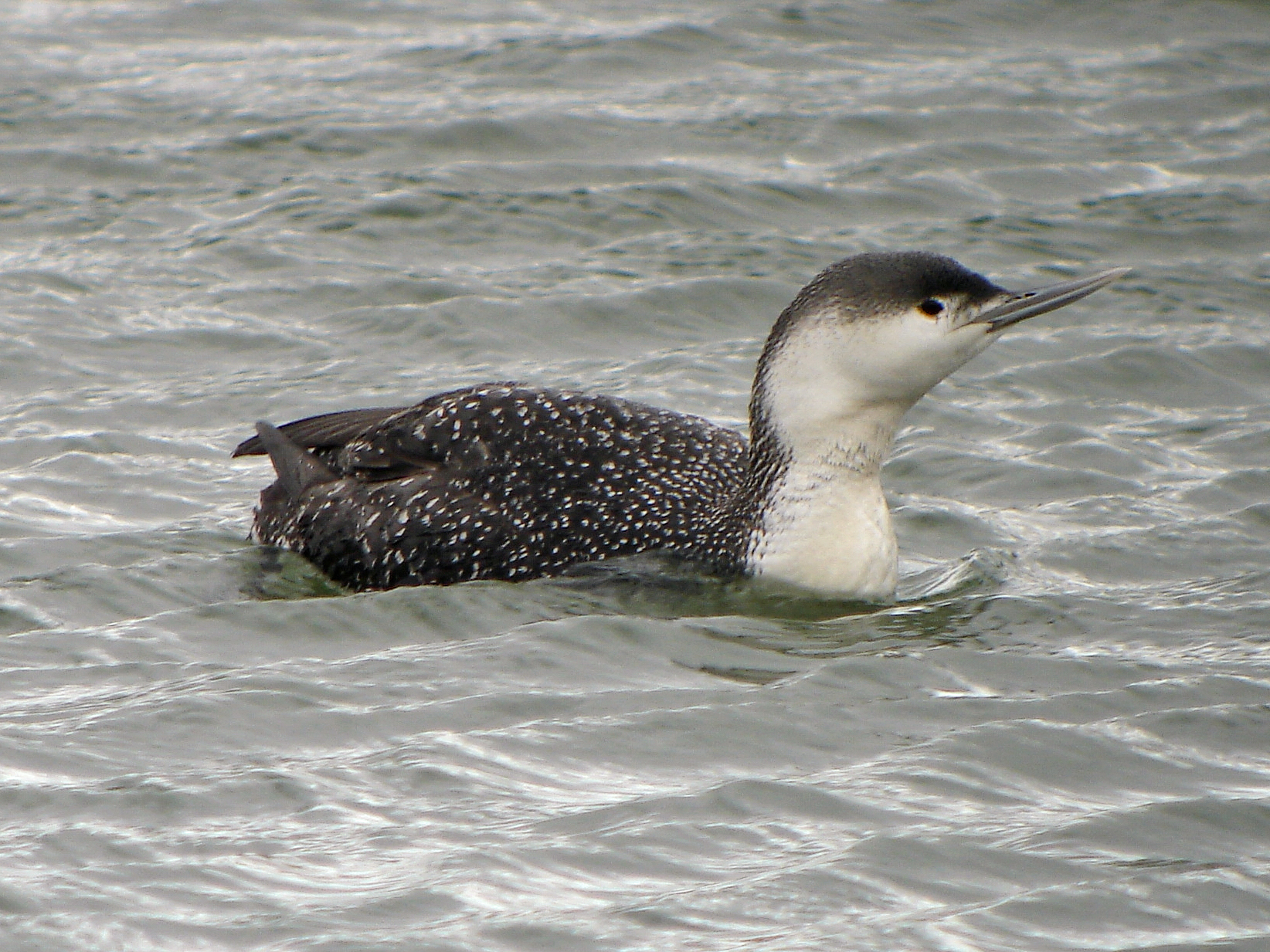
Un adulto con su librea invernal.

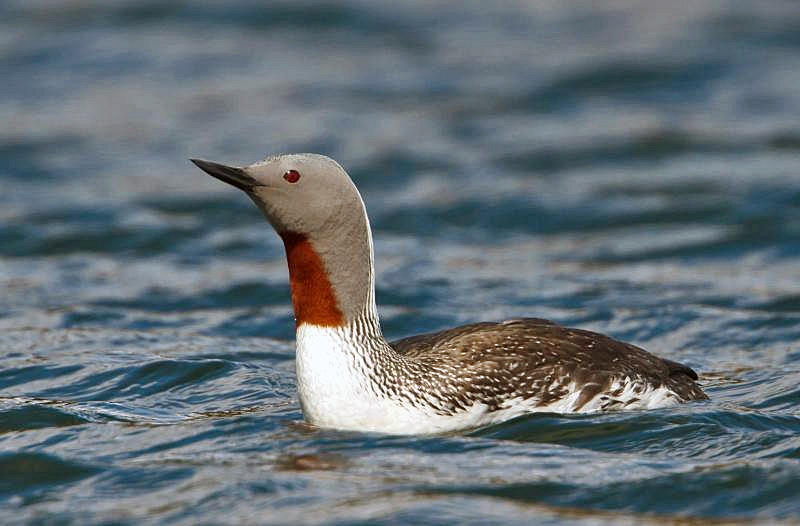
Adulto con plumaje reproductivo en Islandia.

Como indica su nombre el colimbo chico es el más pequeño de todos los colimbos, con una longitud que oscila entre los 53 y 69 cm, de la punta del pico a la punta de la cola. y con una envergadura alar de entre 91 y 120 cm, y pesa entre 1 y 2,7 kg. Como todos los colimbos tiene el cuerpo alargado y el cuello relatívamente largo, con las patas situadas en posición trasera en el tronco. Ambos sexos tienen un aspecto similar, aunque los machos suelen ser algo mayores que las hembras.
Los adultos en plumaje reproducivo tienen la cabeza y el cuello de color gris, con finas listas blancas y negras en la parte posterior del cuello y un triángulo rojo oscuro en la parte frontal. Su cuerpo tiene las partes inferiores blancas y las superiores de color pardo negruzco. Es el único colimbo con el dorso totalmente oscuro en el plumaje reproductivo, y con algo de coloración roja en su plumaje. Su plumaje no reproductivo es más discreto, su garganta y parte frontal del cuello se vuelven blancos como el resto de partes inferiores, la parte superior de su cabeza y parte posterior del cuello se quedan grises, mientras que aparece un fino moteado salpicando toda la parte superior del cuerpo. Su ojo es rojizo, más intenso en la época de apareamiento.
Se caracteriza por su pico delgado y cónico (negro en verano y gris claro en invierno) con fosas nasales estrechas y largas. Éste está ligeramente curvado hacia arriba, a diferencia del pico del colimbo ártico que es recto, lo que ayuda a diferenciarles en invierno, cuando todos los colimbos tienen un plumaje similar, e incluso, se asemejan al arao común.
Como otros miembros de su familia, el colimbo chico está bien adaptado a los ecosistemas acuáticos: a diferencia de otras aves tienen huesos macizos que les ayudan a mantenerse sumergidos, sus patas situadas en posición trasera les proporcionan un excelente impulso al bucear y nadar y su cuerpo es alargado y acuadinámico. Incluso su pico puntiagudo contribuye a su acuadinámica bajo el agua. Sus dedos son largos, y los tres frontales están palmeados, y su tarso está aplanado, lo que reduce la fricción y permite a la pata moverse fácilmente en el agua.

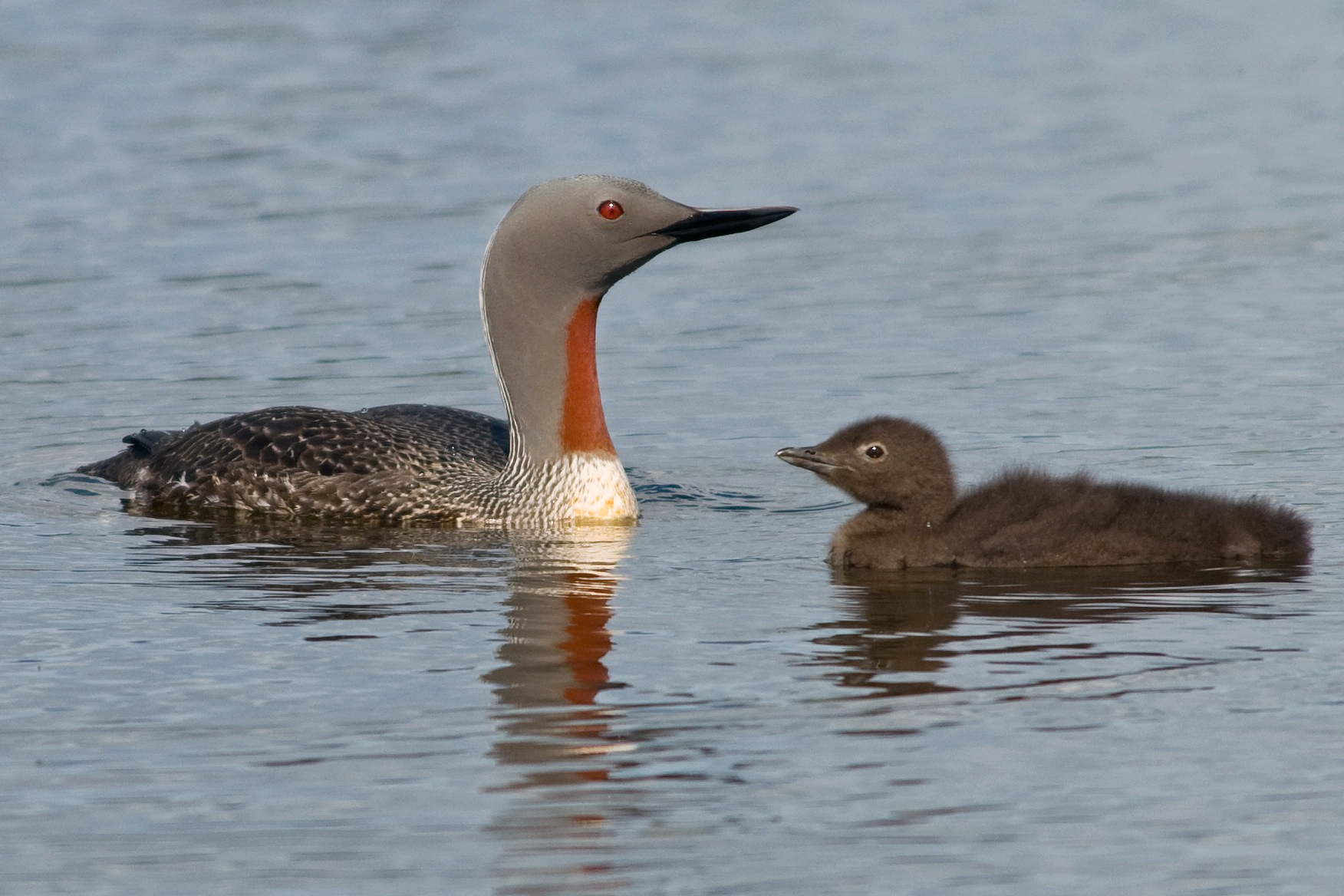
Adulto y polluelo muy joven con su primer plumón.

Los polluelos al nacer están cubiertos por un plumón muy fino, entre pardo negruzco y gris oscuro en las partes superiores, que se va aclarando progresivamente hacia abajo hasta el gris claro en las partes inferiores. En pocas semanas este primer plumón se sustituye por un segundo plumón más claro, que dará paso a las plumas juveniles. El plumaje juvenil es similar al de los adultos en invierno, con algunas diferencias. Tienen la frente y el cuello más oscuros, y con un denso veteado en los laterales del cuello y la garganta. Su espalda es más parduzca y con menos motas, y sus partes inferiores tienen cierto tono parduzco. Sus ojos son castaños rojizos, y su pico es gris claro. Aunque los juveniles mantienen este plumaje hasta mediados del invierno, muchos se hacen pronto indistinguigles de los adultos visualmente, salvo por su pico más claro.

La característica silueta del colimbo chico en vuelo.

En vuelo el colimbo chico tiene una silueta característica. Su cabeza cuelga con el cuello extendido horizontalmente por debajo de la línea de la espalda (lo que le da cierto aspecto jorobado), sus estrechas alas se dirigen ligeramente hacia atrás y sus cortas patas sobresales poco por detrás. Tiene un batir de alas más rápido y amplio que los demás colimbos.

### Sonidos

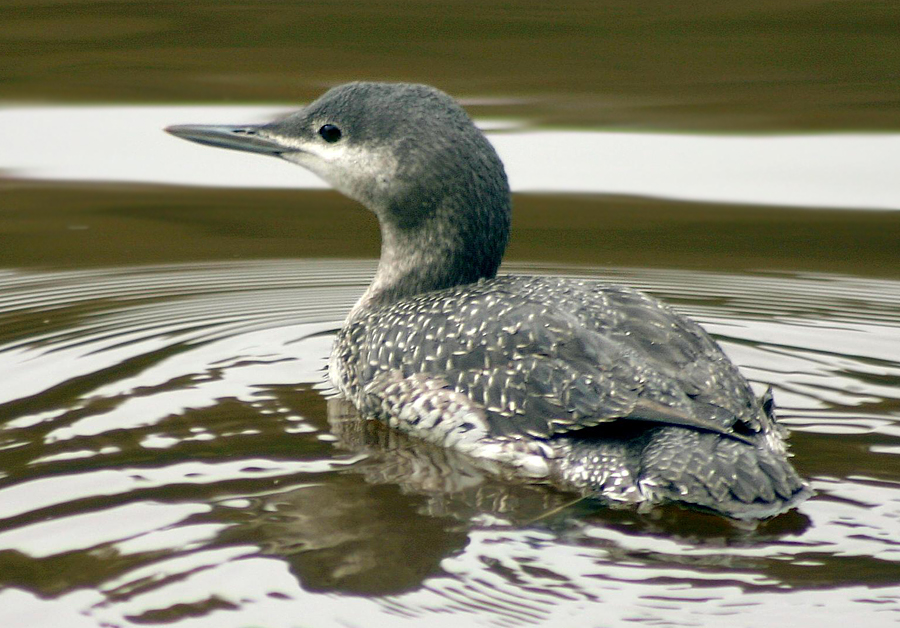
Los juveniles tienen un moteado menos denso en us espaldas y cuellos que los adultos.

Los adultos de colimbo chico emiten varios tipos de sonidos, que usan en diferentes circunstancias. En vuelo, cuando sobrepasa a congéneres o rodea su propia charca emite una serie rápida y rítmica de graznidos similares a los de un ganso, tipo kaa-kaa-kaa o kak-kak-kak, aproximadamente a cinco graznidos por segundo. Su llamada de alarma, si es perturvado por los humanos o depredadores terrestres, es un graznido corto. Usan un gemido agudo como llamada de contacto entre miembros de la pareja y entra padres e hijos, que se realiza con el pico cerrado durante la cópula. La especie también tiene una llamada de tipo aarOOao…aarOOao…, que desciende en tono ligeramente y dura aproximadamente un segundo. Debido a los fuertes armónicos que rodean al tono principal, esta especie de maullido es más musical que las demás llamadas. Tienen otra llamada, un arrullo áspero y pulsátil que desciende en tono, que normalmente repiten hasta 10 veces en los encuentros territoriales y emparejamientos, y también los padres cuando animan a los jóvenes a subir a tierra en desplazamientos entre cuerpos de agua. Es conocida como llamada larga, a menudo la emiten en dueto, y es inusual entre los demás colimbos. La contribución de la hembra en esta emisión es más larga y suave que la de su pareja.
Los jóvenes emiten una llamada aguda y estridente con el pico cerrado, que usan para pedir comida y estar en contacto con sus padres. También tienen una llamada larga (similar a la de los adultos) que usan para responder a la llamada larga de estos.

## Taxonomía y etimología
El colimbo chico es una de las cinco especie del género Gavia, el único género de la familia Gaviidae y el orden Gaviiformes. El colimbo chico fue descrito científicamente por el ornitólogo danés Erik Pontoppidan en 1763, con el nombre de Colymbus stellatus. Durante mucho tiempo estuvo clasificado, como el resto de su familia, junto los somormujos en el orden Colymbiformes. Cuando se invalidó el género Colymbus y se separaron a los colimbos y los somormujos en dos órdenes, Gaviiformes y Podicipediformes respectivamente, sus integrantes se trasladaron al género Gavia, propuesto por Johann Reinhold Forster en 1788. No se reconocen subespecies de colimbo chico a pesar de su amplia distribución.

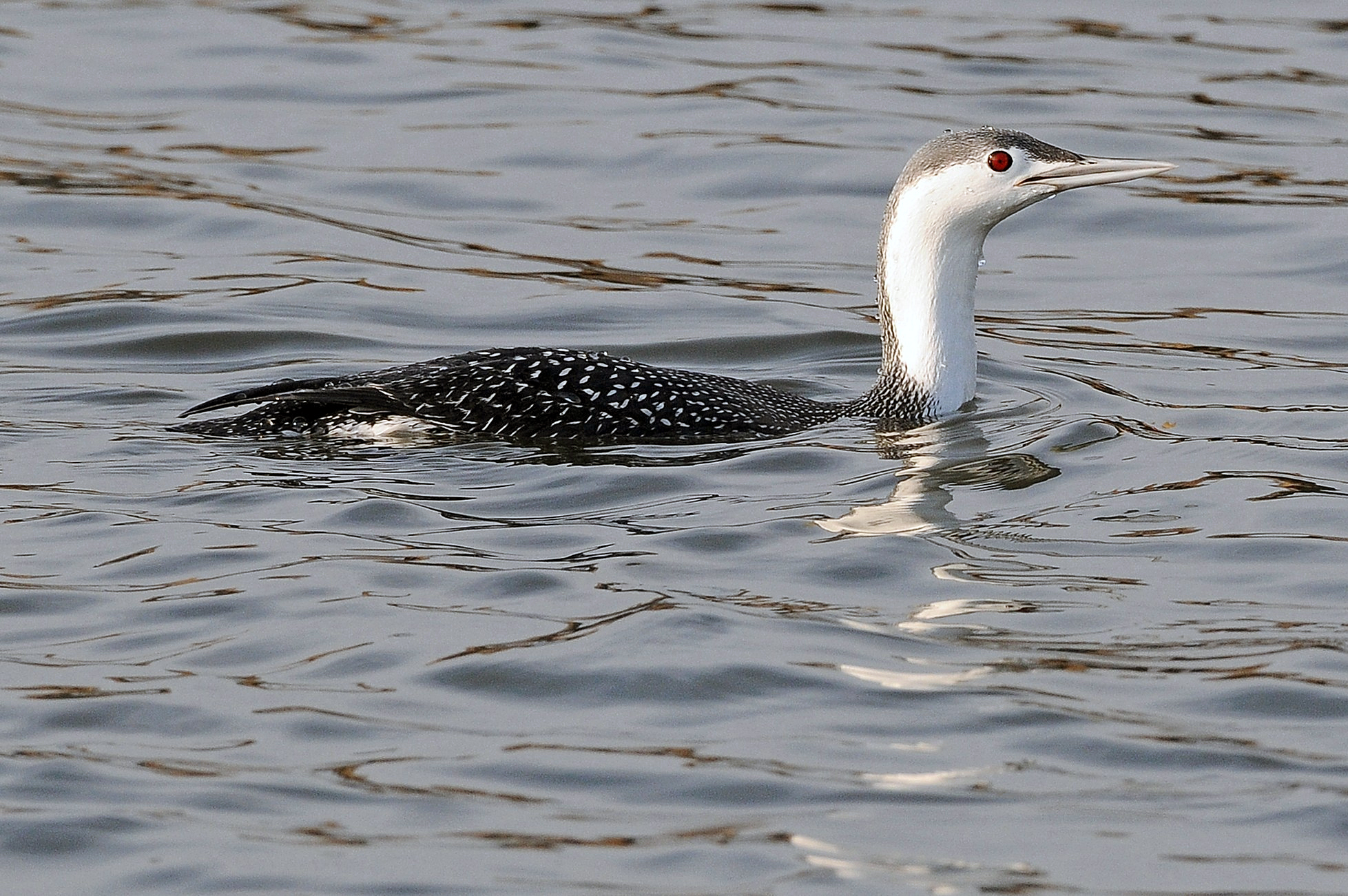
El plumaje no reproductivo de los adultos que muestra un fino moteado le da su nombre científico.

Los colimbos son aves acuáticas que suelen tener un tamaño mayor que el de un pato, con plumajes en las partes superiores con patrones de color negro moteados en blanco, y las inferiores blancas, aunque algunos de sus miembros tienen la cabeza y el cuello grises. Los colimbos nadan con el cuerpo semisumergido y tienen la cola corta. Tienen las patas cortas situadas muy atrás y con dedos palmeados, lo que les convierte en grandes buceadores, pero les hace torpes en tierra. Sus picos son rectos y puntiagudos.
El nombre del género, Gavia, es un término latino que designaba a un ave marina no identificada en la actualidad, mientras que su nombre específico, stellata, es la palabra latina que significa «estrellada», en referencia al fino moteado blanco de su plumaje invernal. Por su parte la palabra española «colimbo» procede del griego κόλυμβος (kólymbos) que significa «buceador». El apelativo de chico de su nombre común en español hace referencia a que es el colimbo de menor tamaño del mundo.

## Distribución y hábitat

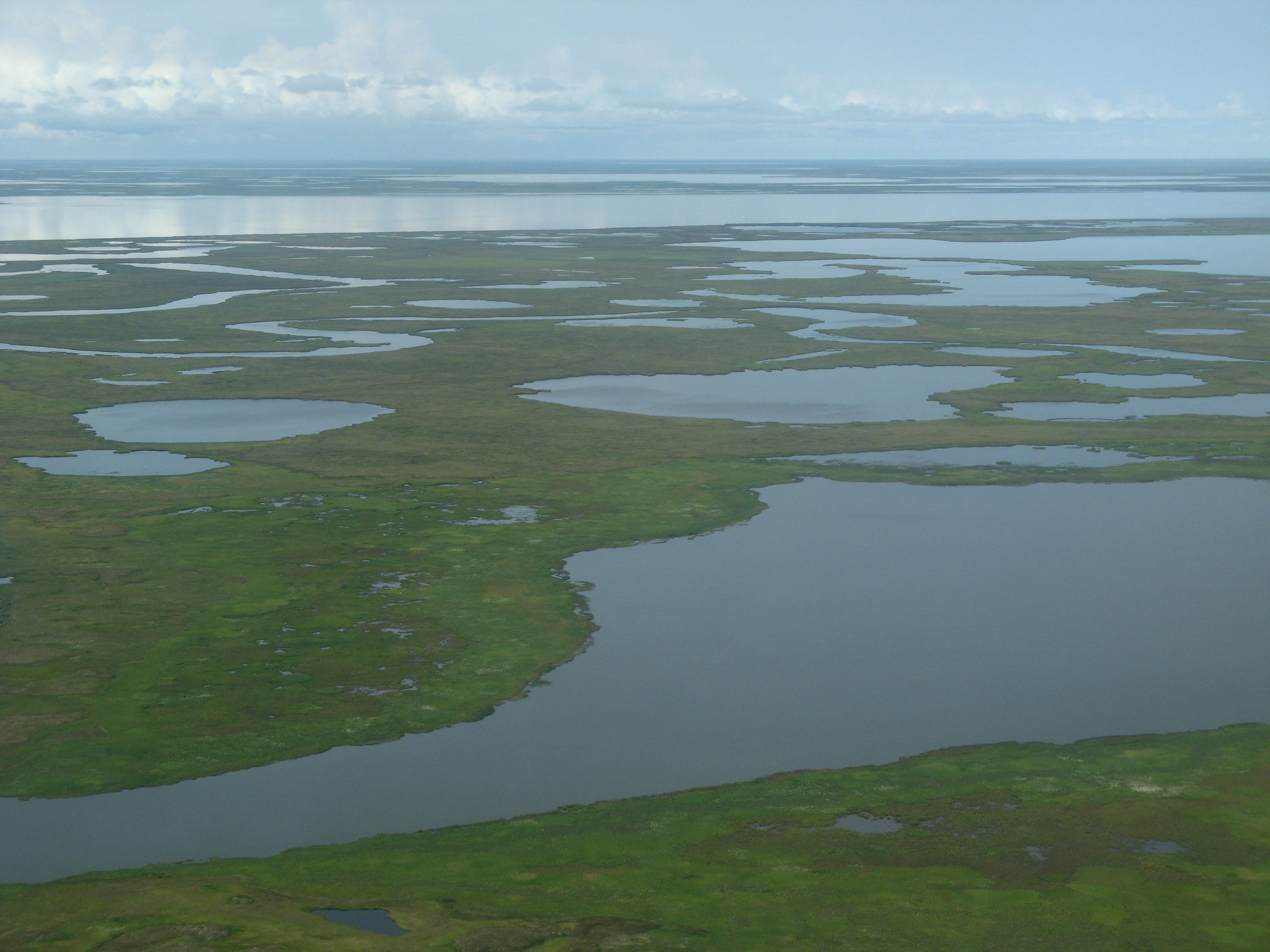
Los colimbos chichos suelen criar en lagunas y charcas de la tundra costera.

El colimbo chico es un ave migratoria que cría principalmente en las regiones árticas del hemisferio norte, en la tundra y parcialmente en la taiga, de Eurasia y Norteamérica (generalmente al norte del paralelo 50°N), y pasa el invierno principalmente en las aguas costeras, a veces en grupos de tamaño considerable; por ejemplo más de 4.400 pasan el invierno más o menos juntos en la bahía Alemana. Y a diferencia de otros colimbos, usa regularmente las lagunas muy pequeñas como sitios de cría. Suele llegar a sus cuarteles de reproducción entre marzo y abril, llegando a veces cuando los lagos aún están helados. El área de nidificación incluye Escandinavia, Siberia y el norte de Rusia hasta Kamchatka, el norte de las islas británicas, Islandia, Alaska, las zonas libres de hielo de Groenlandia y el norte de Canadá.
Entre octubre y diciembre se desplaza hacia el sur conforme se hielan las aguas donde se alimenta, asentándose principalmente en las costas aunque puede con menor frecuencia, vérsele en el interior, sobre todo a lo largo de las vías de agua próximas a la costa. Puede permanecer próximo a las zonas de cría o proseguir su viaje hacia el sur, en Europa llega regularmente hasta el Mediterráneo, el mar Negro, el Caspio, siendo un morador habitual de las costas españolas, además de los grandes ríos, lagos y embalses europeos. Ocasionalmente puede llegar a zonas tan meridionales como Marruecos, Túnez o incluso Gambia. En Norteamérica  En Asia se desplaza hasta las costas de China y Taiwán. También se registran como divagantes en Mongolia.
En Norteamérica pasa el invierno en las costas de los dos océanos, llegando llega hasta Baja California y el Golfo de México, y ocasionalmente algunos divagantes hasta el estado de Hidalgo.

## Comportamiento

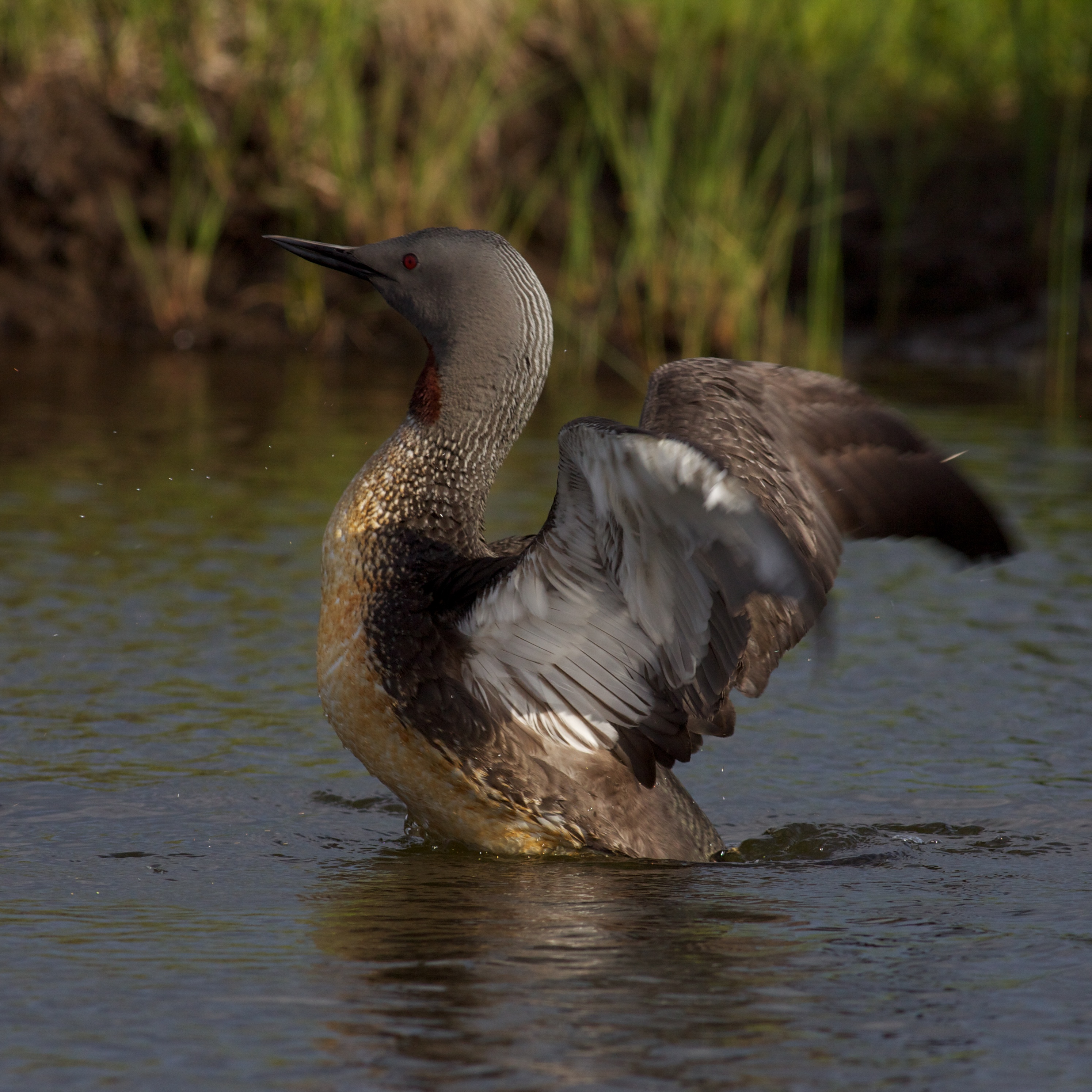
El colimbo chico es el único colimbo que puede alzar el vuelo desde tierra.

A causa de la localización trasera de sus patas en el tronco el colimbo chico, como los demás colimbos, tiene dificultades para mantener el equilibrio en tierra, donde se suele desplazar deslizándose sobre el vientre, empujando con las patas. Los polluelos usan este método de avance cuando se desplazan desde las charcas de cría hasta las masas de agua más grandes, como los ríos o el mar. No obstante, debido a su menor tamaño, es el único colimbo capaz de despegar desde tierra. Si se asusta, puede sumergirse dejando solo por encima de la superficie su cabeza o pico.
El colimbo chico es un migrador diurno, que viaja solo o en grupos irregulares, con frecuencia a gran altura por encima del agua. En el este de Norteamérica (y posiblemente en otros sitios) tiende a migrar cerca de la costa más que mar adentro; Las poblaciones de Siberia viajan cientos de kilómetros por encima de tierra en ruta hacia sus cuarteles invernales del sur de Europa. Es un volador eficiente que cubre largas distancias en sus migraciones, habiendo sido cronometrado hasta a 75 y 78 km/h. Como todos los miembros de su familia, los colimbos chicos mudan todas sus plumas de vuelo a la vez, perdiendo la capacidad de vuelo durante tres o cuatro semanas. Sin embargo a diferencia de los demás colimbos que llevan a cabo esta muda a finales del invierno, el colimbo chico pierde la capacidad de vuelo en algún momento entre el final del verano y el otoño.

### Alimentación

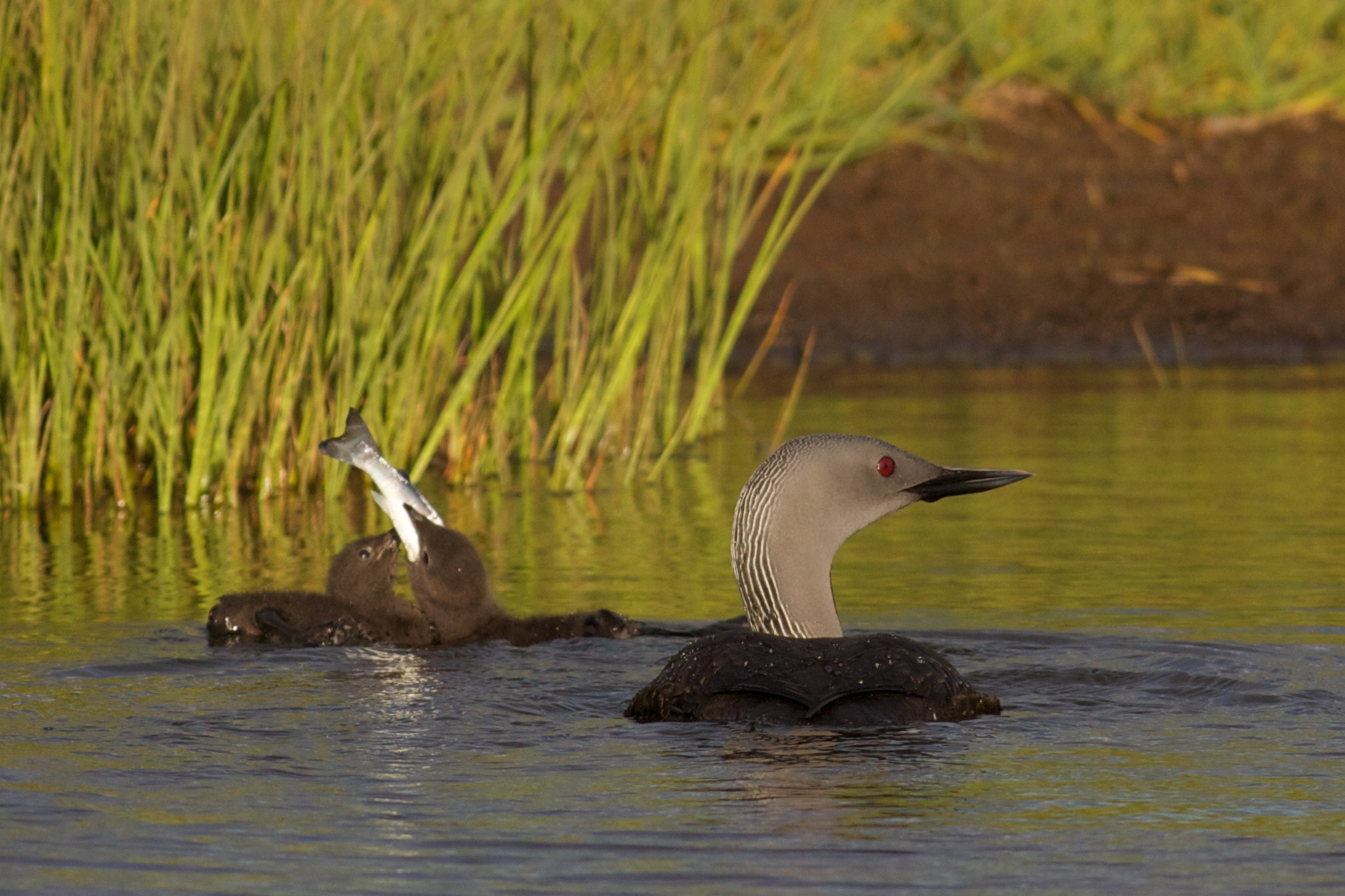
Los polluelos alimentados con peces.

Como todos los miembros de su familia, el colimbo chico se alimenta principalmente de peces, aunque también comen moluscos, crustáceos, insectos y otros invertebrados acuáticos, ranas, huevas de peces e incluso materia vegetal. Suele capturar sus presas buceando. Aunque normalmente bucea y nada solo usando sus patas para propulsarse, puede usar sus alas para girar o acelerar. Alcanza profundidades de entre 2 y 9 m y suelen permanecer sumergidos alrededor de un minuto. Su dieta piscívora incrementa la vulnerabilidad a los contaminantes orgánicos persistentes y metales pesados, que pueden acumularse en su organismo, y causar grandes problemas a una especie longeva y cerca de la cima de la cadena alimenticia.
Durante los primeros días tras la eclosión los polluelos de colimbo chico son alimentados por sus padres con insectos acuáticos y pequeños crustáceos. Tras 3 o 4 días, los padres cambian a pequeños peces que los polluelos puedan tragar. Al cabo de cuatro semanas los pollos ya pueden comer los mismos alimentos y del mismo tamaño que sus progenitores. Los jóvenes pueden alimentarse por sí mismos tras emplumarse, aunque se observa a los adultos alimentando a juveniles en el mar y en lagos del interior del Reino Unido, a cientos de kilómetros de cualquier zona de cría.

### Reproducción

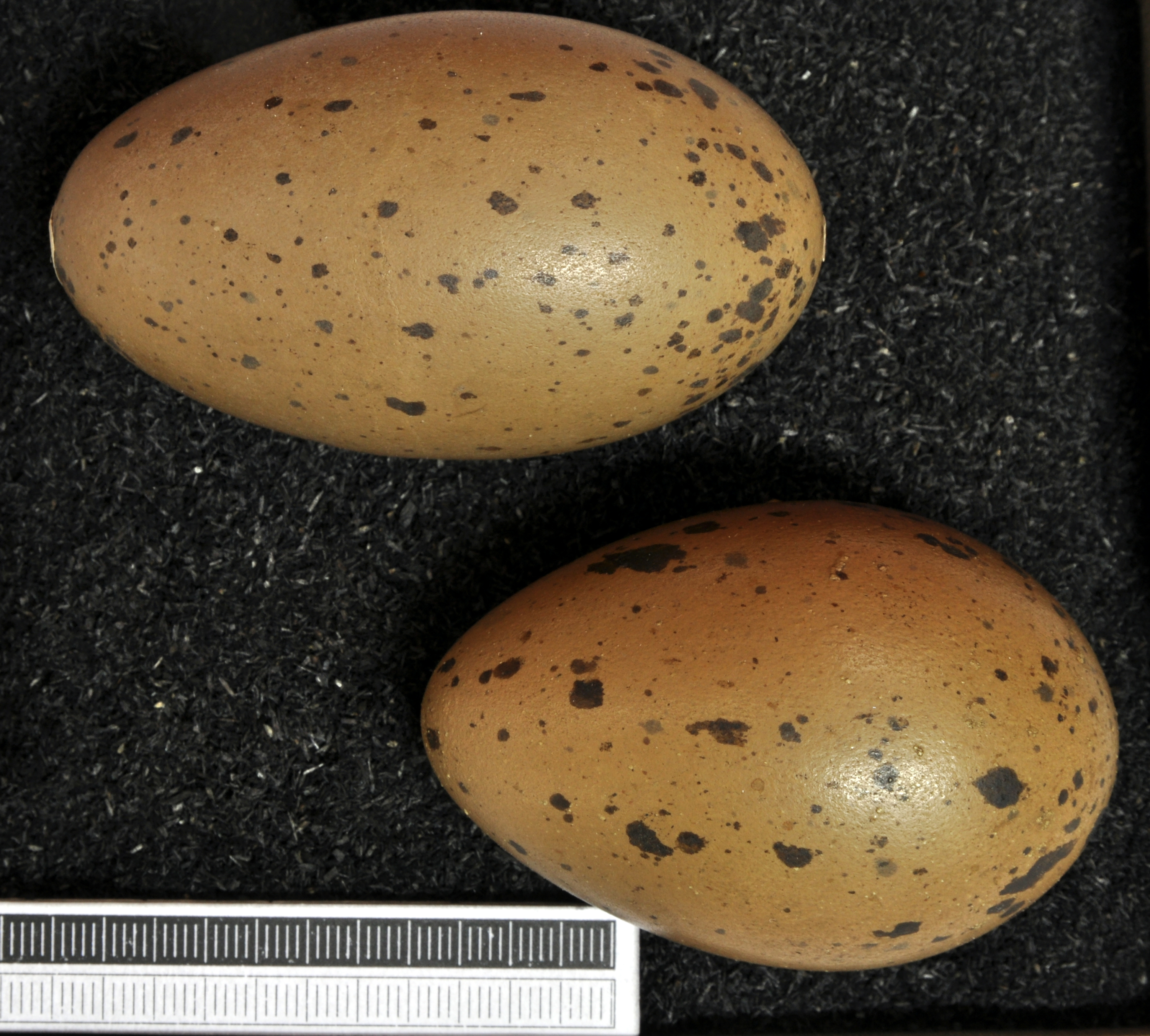
Huevos de colimbo chico, colección del Museo Wiesbaden.

En invierno se aleja del litoral y nidifica en aguda dulce, en charcas y zonas con aguas estancadas, a menudo pobres en vegetación tanto en llanuras como en zonas de montaña, aunque ocasionalmente puede nidificar en zonas resguardadas de la costa. 
Durante la parada nupcial producen un canto inusual audible a una gran distancia, que comienza con sonidos breves que se van acelerando hasta transformarse en una letanía quejumbrosa. Esto se acompaña de una especie danza que tiene lugar en el agua.
Es una especie monógama en la que se forman lazos de pareja duraderos. Ambos miembros de la pareja colaboran en la construcción del nido y el cuidado de los polluelos. Las parejas anidan de separadamente unas de otras o formando pequeñas colonias. Tras el apareamiento copulan en tierra con frecuencia hasta el momento de la puesta.

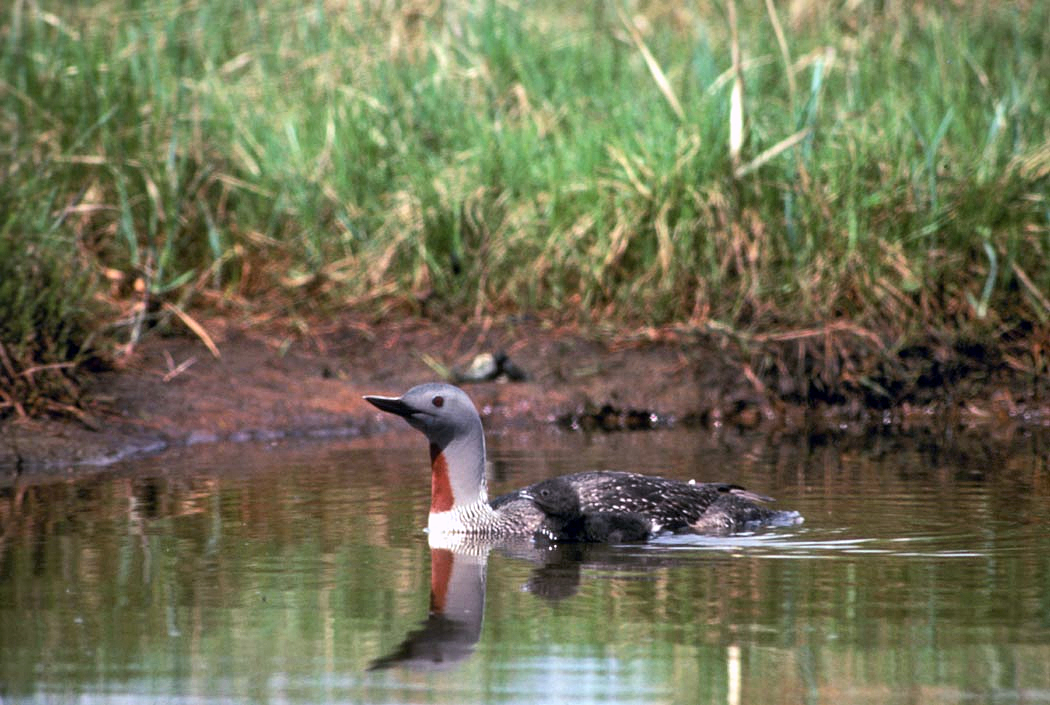
Los polluelos pueden nadar desde la eclosión.

Su nido puede consistir en una acumulación de plantas y barro en una depresión a medio metro de la orilla de una charca pequeña o a veces en una plataforma sobre el agua. La hembra suele poner dos huevos de 75x46 mm y unos 83 gramos (de los cuales 8% corresponden a la cáscara), de color verde oliva o pardo con manchas oscuras, casi negras, en cada nidada, de abril a junio. Estos son empollados principalmente por la hembra inmediatamente tras la puesta, por lo que los polluelos nacen desincronizados, dependiendo de qué huevo se puso primero. Si la puesta se pierde (por una inundación o los depredadores) antes de la eclosión, los colimbos chicos pueden realizar una segunda puesta, generalmente en un nuevo nido. Los polluelos son precoces y están listos para nadar a las 10 o 12 horas de la eclosión y cuarenta días más tarde ya poseen las plumas de contorno. Ambos progenitores alimentan a los polluelos, inicialmente con pequeños invertebrados acuáticos y luego con peces, durante 38–48 days. Los padres realizan exhibiciones de distracción si algún depredador se acerca al nido o los polluelos.
En la naturaleza el ejemplar de colimbo chico más longevo vivió más de dos décadas; se encontró muerto y cubierto de petróleo, en una playa de Suecia 23 años y 7 meses después de haber sido anillado.

## Conservación y amenazas

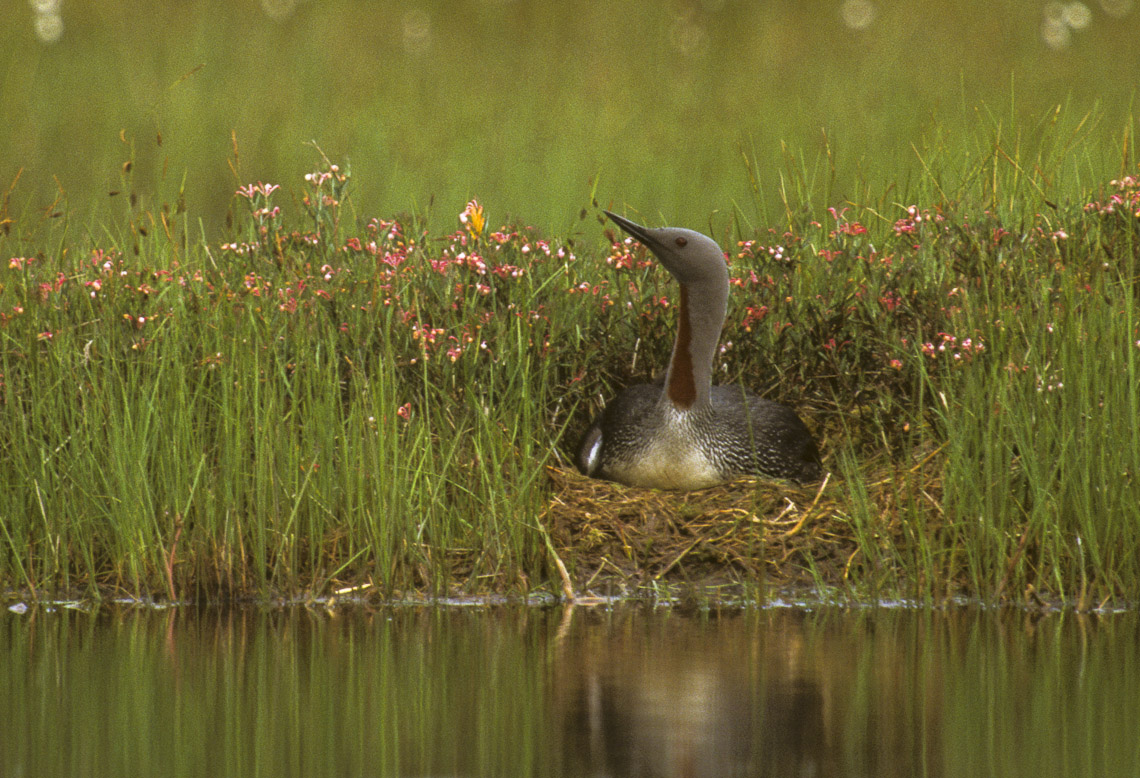
Adulto incubando en Finlandia.

Aunque el colimbo chico no es una especie globalmente amenazada, debido a su gran población amplia área de distribución, hay poblaciones locales en declive. Los censos del Servicio de Pesca y Vida Silvestre de los Estados Unidos en Alaska muestran que un declive de la población del 53% entre 1971 y 1993, por ejemplo, y los recuentos también han caído en la Europa continental. Por otro lado, en Escocia la población se incrementaron en un 16% entre 1994 y 2006, según los censos realizados por el Real sociedad para la protección de las aves y la Scottish Natural Heritage. En 2002 la organización Wetlands International estimó que la población global constaba de entre 490.000 y 1.500.000 individuos, pero no se ha cuantificado la tendencia global de la población.
El colimbo chico es una de las especies a las que se le aplica el Acuerdo para la Conservación de aves acuáticas migratorias africanas-eurasiáticas (AEWA); y en Estados Unidos está protegido por el Tratado de Aves Migratorias de 1918. Los derrames de petróleo, la degradación del hábitat y las redes de pesca son sus principales amenazas. Debido a su tendencia a migrar cerca de la costa, generalmente a 20 km de la orilla, puede resultrar negativamente afectado por las construcciones junto a la costa de parques eólicos. los estudios indican que evitan en gran medida los parques eólicos, aunque las muertes directas por choques con los molinos parecen ser infrecuentes. Los niveles altos de mercury en el medio ambiente producen descensos reproductivos en algunas zonas, incluidas algunas partes de Suecia. Los estudios en Suecia también han mostrado que también se muestran adversamente afectados por la acidificación de los lagos, ya que los peces de los que se alimentan son susceptibles a los pHs bajos. En sus cuarteles de reproducción, los zorros árticos y rojos son los principales depredadores de sus huevos, mientras que los págalos grandes, págalos parásitos y otras especies de gaviotas (como el gavión atlántico y la gaviota hiperbórea) son depredadores tanto de los huevos como de los polluelos.
Se conocen más de 51 especies de parásitos que hospeda el colimbo chico, la mayoría de ellos son gusanos nematodos, digeneos y cestodos que infectan sus intestinos. Albergan una sola especie de piojo que es su único parásito externo conocido. Se sabe que a veces portan significativas poblaciones de diatomeas en sus plumas de contorno. El colimbo chico es subceptible a contraer la gripe aviar y el botulismo tipo E, y regularmente muere por la ingestión de las neurotoxinas producidas por las algas de las mareas rojas. Durante una proliferación de algas en 2007 murieron un gran número de colimbos chicos por hipotermia, ya que sus plumajes quedaron empapados de una proteína subproducto de las algas, que reducía las propiedades aislantes de su plumas.

## Relación con los humanos
Los colimbos han sido cazados por su carne desde tiempos prehistóricos, y el colimbo chico aún es cazado por pueblos indígenas en algunas partes del mundo en la actualidad. También se recolectan sus huevos, a veces en cantidades significativas. En un estudio realizado en la isla Igloolik de Canadá, el 73% de todos los huevos de colimbo chico puestos en los 10 km² del estudiados durante dos épocas de cría fueron recolectados por los habitantes nativos de la isla. En algunas partes de Rusia las pieles de los colimbos chicos se usadas tradicionalmente para hacer gorros y varios elementos decorativos, como collares. La especie también es el centro de las mitologías sobre la creación de varios grupos indígenas del holártico. Según el mito, que varía ligeramente entre versiones a pesar de la gran distancia que separa algunas de ellas, un gran chamán pidió al colimbo que sacara la tierra del fondo del mar. Y entonces se usó la tierra para construir el mundo seco.
Hasta el siglo XIX se usaba el comportamiento del colimbo chico para predecir el clima, según la creencia de la época, si los colimbos volaban hacia el interior de tierra o daban gritos cortos predecían buen tiempo, mientras que si volaban hacia el mar o daban gritos largos predecían lluvia. En las islas escocesas Orcadas y Shetland la especie todavía se conoce como «rain goose» (ganso de lluvia) por su supuesta capacidad para predecir el tiempo. la gente de las islas Feroe creían que cuando los colimbos chicos maullaban, la lluvia era inminente, mientras que cuando emitían una llamada de tipo gaa-gaa-gaa o turkatrae-turkatrae predecían buen tiempo.